# Константина Русинска
Константина Евтимова Настева Бояджиева-Русинска е българска учителка и общественичка от Македония, деятелка на Вътрешната македоно-одринска революционна организация.

## Биография
Родена е в 1880 година в Охрид, тогава в Османската империя, като единствена дъщеря на заможния търговец Евтим Настев Бояджиев. Константина завършва основно образование в родния си град, а гимназия в България. След това става учителка и преподава в българското основно училище в Охрид. Възприема социалистическите идеи за равенство и еманципация на жените. В 1901 година оглавява дружеството „Успение Богородично“ - женската организация на ВМОРО в Охрид, като остава начело до края на 1903 година. Охридските учителки създават в къщата на Методи Патчев тайна болница за лечение на ранени български четници. Поликсена Мосинова, Василка Размова, Клио Самарджиева и Константина Бояджиева изработват охридското бойно знаме на ВМОРО, на което млада жена и лъв стъпил върху османския флаг държат български трикольор с надпис „Свобода или смърт“.
В 1902 година Бояджиева се сгодява за българския революционер и общественик Никола Русински. След разгрома на Илинденското въстание двамата бягат в Свободна България и Бояджиева става учителка в орханийското село Скравена. На 4 април 1904 година се жени за Русински, с когото имат три дъщери. При освобождението на Вардарска Македония през Първата световна война двамата се установяват в родното на Русински Русиново и Константина работи като българска учителка в Берово от 1915 до 1918 година. След войната семейството временно остава в Сърбо-хърватско-словенското кралство и Русински подкрепя дейността на Югославската комунистическа партия в Малешево, като агитира за нея на местните и парламентарните избори през август и септември 1920 година. След забраната на партията на 30 декември 1920 година – така наречената Обзнана, семейството емигрира в България на 27 февруари 1921 година и се установява в Кюстендил. Константина заболява от пневмония и четвъртото ѝ дете умира малко след раждането си. Русински работи като дърводелец в Горна Джумая, а Константина като учителка в 1922 – 1923 година. Константина Русинска умира от пневмония в 1932 година.